# Ilaria Alpi
Ilaria Alpi, née le 24 mai 1961 à Rome et morte le 20 mars 1994 à Mogadiscio, est une journaliste et photojournaliste italienne, assassinée à Mogadiscio, avec son caméraman Miran Hrovatin alors qu'elle travaille comme correspondante pour Telegiornale 3 (TG3).
Les circonstances n'ont jamais été élucidées. Cependant, en 2009, Francesco Fonti, un ancien membre de la 'Ndrangheta, affirme qu'Ilaria Alpi et son caméraman ont été assassinés parce qu'ils ont vu des déchets toxiques expédiés par la 'Ndrangheta être déchargés à Bosaso, en Somalie.
Au moment de son assassinat, elle suit une affaire de trafic d'armes et de déchets toxiques illégaux dans laquelle elle soupçonne que l'armée italienne et d'autres institutions sont impliquées.

## Biographie
Ilaria Alpi naît le 24 mai 1961 à Rome. Elle est diplômée du lycée Tito Lucrezio Caro de Rome. Elle obtient une licence en langues et littératures arabes à l'Institut des langues orientales de l'université La Sapienza de Rome. Grâce à sa maîtrise de l'arabe, du français et de l'anglais, elle obtient ses premières collaborations journalistiques au Caire pour le compte de Paese Sera et de L'Unità. Elle obtient ensuite une bourse pour être embauchée à la Rai.

### Le meurtre d'Alpi-Hrovatin

#### L'enquête sur le trafic de déchets en Somalie et la mort

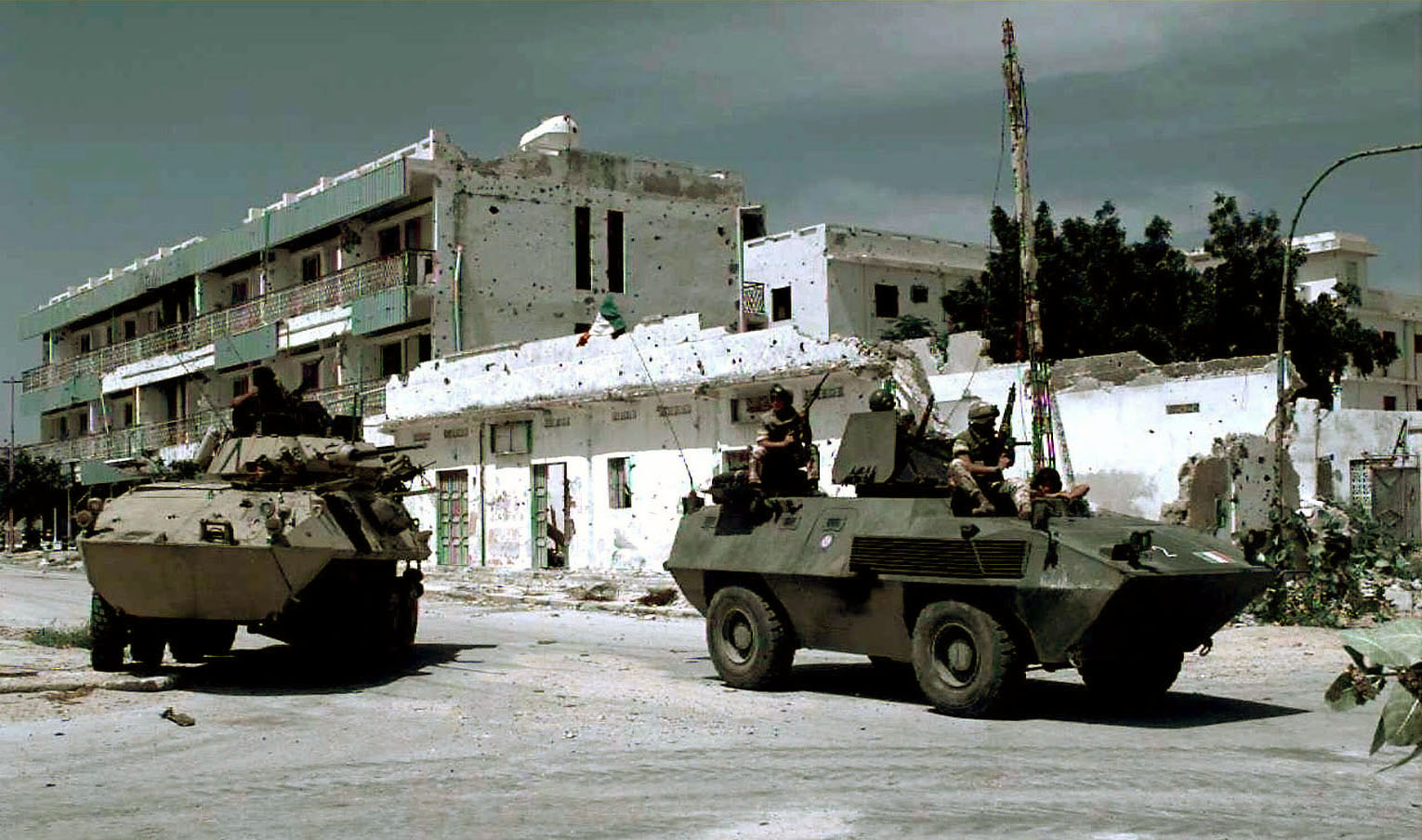
Véhicules blindés de l’USMC et de l'armée italienne à Mogadiscio le 19 janvier 1993.

Ilaria Alpi arrive en Somalie pour la première fois en décembre 1992 pour couvrir, en tant que correspondante de TG3, la mission de paix Restore Hope, coordonnée par les Nations Unies pour mettre fin à la guerre civile qui a éclaté en 1991, après la chute de Mohamed Siad Barre. L'Italie participe également à la mission, en dépit des réserves de l'envoyé spécial pour la Somalie, le diplomate américain Robert B. Oakley (en), liées aux relations ambiguës du gouvernement italien avec Barre au cours des années quatre-vingt.
Elle se rend sept fois en Somalie entre 1992 et 1994. Les investigations de la journaliste se concentrent à cette époque sur des soupçons de trafic d'armes et de déchets toxiques avec la complicité, entre autres, des services secrets italiens et des hautes institutions italiennes,,,,,. Alpi aurait découvert un trafic international de déchets toxiques issus des pays industrialisés vers certains pays africains, et échangés auprès de groupes politiques locaux contre des pots-de-vin et des armes. Au mois de novembre précédant l'assassinat de la journaliste, le sous-officier du SISMI, Vincenzo Li Causi, informateur d'Alpi sur ce trafic est tué, également en Somalie, dans des circonstances mystérieuses.

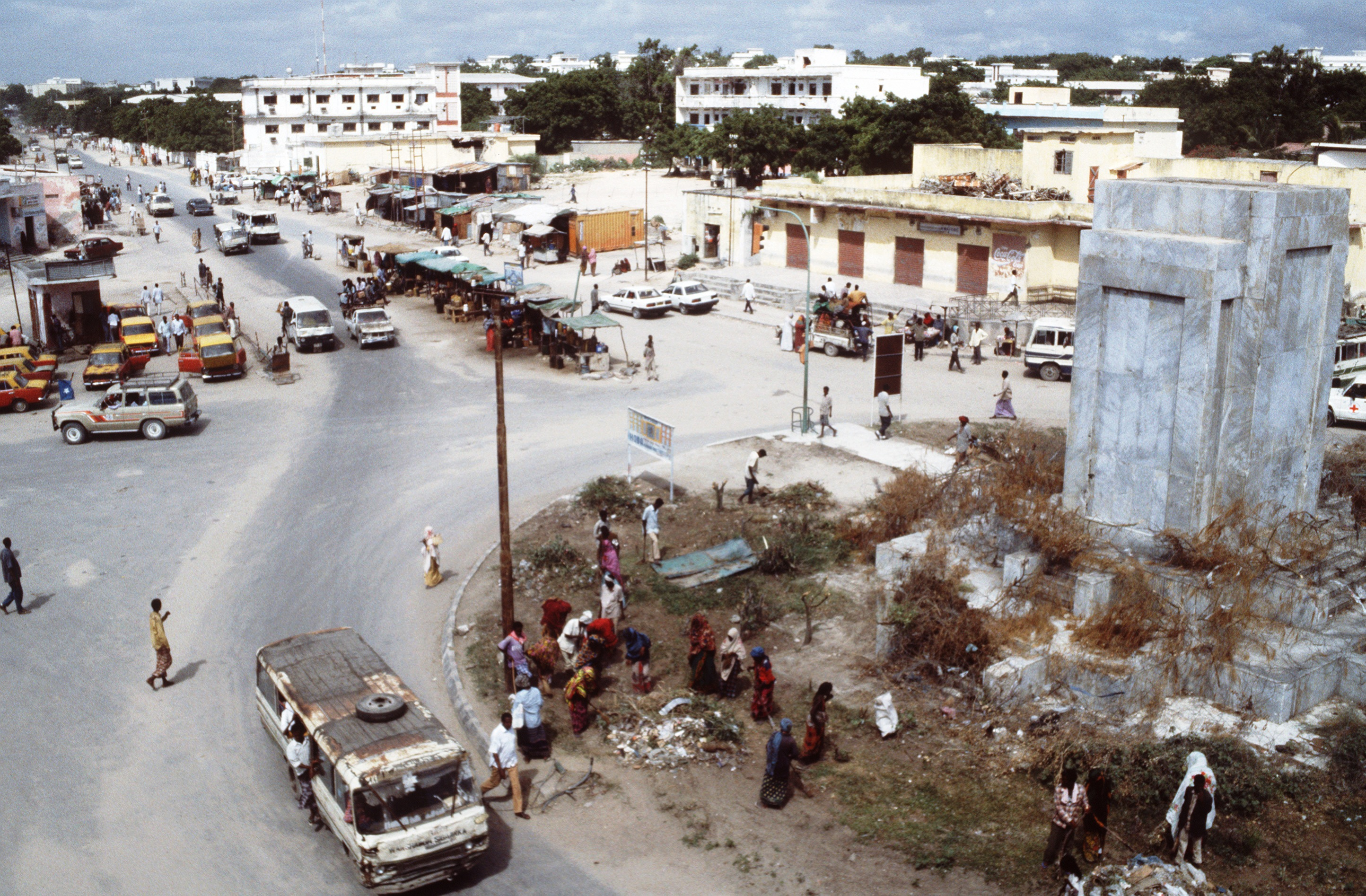
Le fameux km 4 : à droite, le cinéma Equatore ; à gauche se trouvait l'hôtel Sahafi.

Alpi et Hrovatin sont tués près de l'ambassade d'Italie à Mogadiscio, à quelques mètres de l'hôtel Hamana, dans le quartier de Shibis - à l'intersection de la Via Alto Giuba et du Corso Somalia (également connu sous le nom de Strada Jamhuriyada, Corso Repubblica ). 

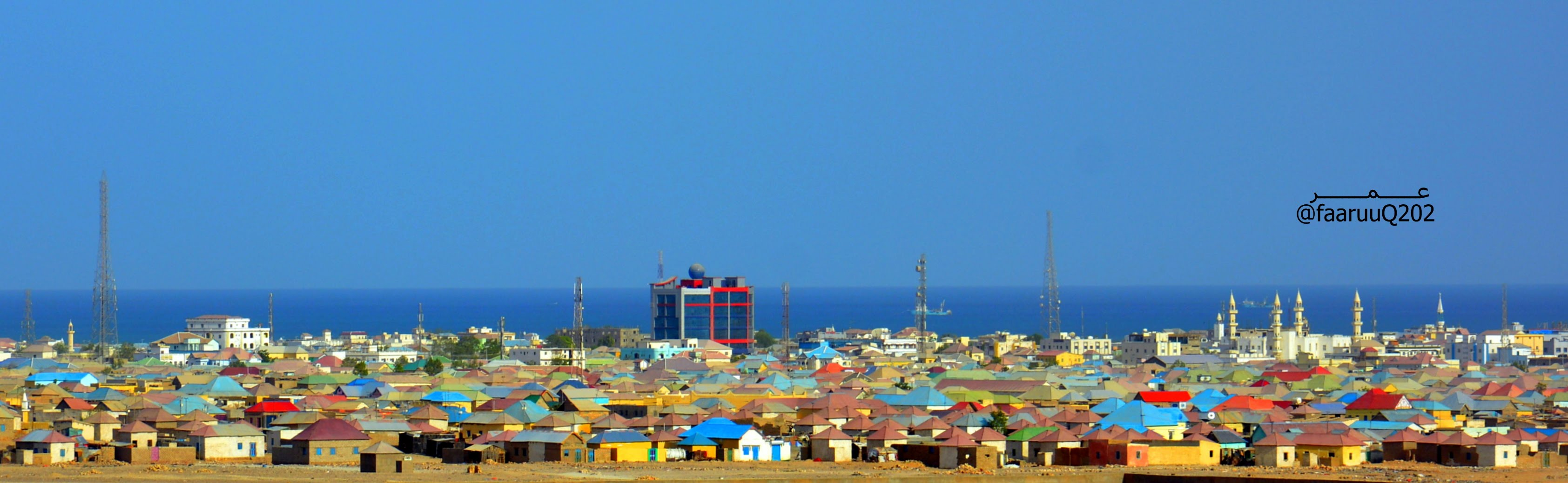
Bosaso, Somalia en 2023

 La journaliste et son opérateur reviennent de Bosaso, une ville du nord de la Somalie. Là, Ilaria Alpi interviewe le soi-disant sultan de Bosaso, Abdullahi Moussa Bogor. Celui-ci fait état des relations étroites entretenues par certains responsables italiens avec le gouvernement de Siad Barre, vers la fin des années 1980. Dans les cinq dernières minutes de l'interview, à la demande explicite d'Alpi, il parle de la société de pêche italo-somalienne Shifco. L'État italien aurait fait don à cette dernière de quelques bateaux de pêche qui servaient probablement également au transport de déchets. La durée de l'interview est estimée à 2 heures, mais un peu moins de 15 minutes sont parvenues à la rédaction de la RAI,.

### Enquêtes et condamnation
Ilaria Alpi est tuée à Mogadiscio, avec l'opérateur Miran Hrovatin, le 20 mars 1994, dans des circonstances qui n'ont jamais été élucidées.
Après plusieurs enquêtes pénales, en 2000, Hashi Omar Hassan, citoyen somalien, est condamné à 26 ans de prison pour le double meurtre. En octobre 2016, un tribunal de Pérouse, en Italie, annule la condamnation et Hassan reçoit plus de trois millions d'euros pour la condamnation injustifiée et les presque 17 ans qu'il a passés en prison.
Une commission d'enquête parlementaire est lancée en juillet 2003 pour tenter de faire la lumière sur le lien entre ce double meurtre et un trafic illégal d'armes et de déchets toxiques entre l'Italie et la Somalie.
Le 20 mars 2014, 20 ans après la mort d'Alpi et Hrovatin, le gouvernement italien autorise la déclassification de dossiers secrets sur leur mort,.

## Hommages et reconnaissance

### Mémoire
- De 1995 à 2014, le Prix Ilaria Alpi est décerné chaque année à Riccione aux meilleures enquêtes télévisées italiennes consacrées aux thèmes de la paix et de la solidarité[1].
- En 1997, le Gang lui dédie la chanson Chi ha ucciso Ilaria Alpi ? contenu dans l'album Fuori dal controllo, tandis qu'en 2010 Pooh écrit la chanson Reporter, une ballade contenue dans l'album Dove comincia il sole et dédiée à Ilaria.
- Le film Ilaria Alpi - Il più crudele dei giorni de Ferdinando Vicentini Orgnani ( 2003) retrace cette histoire tragique[18].
- En 2007, le monologue de teatro civile La Vacanza, qui reconstitue le cas Alpi/Hrovatin, est joué lors du Prix Ilaria Alpi. Le texte a été interprété chaque année en mars jusqu'au vingtième anniversaire de l'assassinat d'Ilaria et Miran (2014).
- En mai 2009, Daniele Biacchessi écrit l'histoire d'Ilaria Alpi dans son livre Passione reporter.
- En 2011 Spartaco Gippoliti et Giovanni Amori, zoologistes italiens et experts en conservation des mammifères, dédient le nom scientifique d'une nouvelle espèce de mammifère de la famille des Bathyergidae à Ilaria Alpi : Fukomys ilariae[19].
- Le 20 mars 2014, vingt ans après sa disparition, la Rai 3 rendent hommage à Ilaria et Miran dans une émission spéciale de prime time, La strada della vera, à travers des témoignages, les reconstitutions et récits des différents invités en studio, les dernières heures de vie des deux journalistes envoyés en Somalie[20].
- Le 21 novembre 2014, Luciana Riccardi, la mère d'Ilaria, écrit une lettre aux dirigeants de l'association et du prix Ilaria Alpi dans laquelle, en démissionnant de son statut de membre, elle demande la clôture du prix journalistique car justice n'avait pas été rendue sur la mort de sa fille[21].
- En 2015 est sorti le docu-fiction IIlaria Alpi – L'ultimo viaggio, qui reconstitue - avec des extraits inédits - les enquêtes du journaliste de la Rai[22].
- Dans l'album Sguardi, publié en 2016 par l'auteur-compositeur-interprète Milo Brugnara, il y a la chanson Ilaria, dédiée à Ilaria Alpi[23].
- Depuis 2016, la compagnie Teatro Bresci met en scène Lo schifo. Omicidio non casuale di Ilaria Alpi nella nostra ventunesima regione de Stefano Massini, avec Anna Tringali, mis en scène par Giorgio Sangati[24].
- 29 mars 2017 : sortie du film d'animation Somalia94 - Il caso Ilaria Alpi de Marco Giolo, qui retrace les dernières semaines de la vie du journaliste et caméraman Miran Hrovatin[25].
- Une rose a été créée en l'honneur d'Ilaria Alpi par Davide dalla Libera, hybrideur ; un spécimen de cette rose se trouve au Jardin Botanique de Rome, un au siège de la Rai à Rome et un à Follonica[26].